# Кравцов, Николай Иванович (полковник)
Николай Иванович Кравцов (19 декабря 1897, Луганск, Екатеринославская губерния, Российская империя —  1948, Луговая, Московская область,  СССР) — советский военачальник, полковник (1938).

## Биография
Родился 19 декабря 1897 года  в  городе  Луганске Екатеринославской губернии. Русский. До службы в армии  Кравцов с 1907 года по 1914 год учился в реальном училище в городе Севастополь.

### Военная служба

#### Первая мировая война
С началом  войны в августе 1914 года добровольно поступил на военную службу и был зачислен в Уманский Кубанский казачий полк Кубанского казачьего войска (на Турецком фронте), там же окончил учебную команду (Для справки: не мог этот Кравцов Николай Иванович служить нижним чином в одном из Уманских конных полков Кубанского казачьего войска, т.к. не был кубанским казаком. В 1-м Уманском конном полку служил офицер-кубанский казак Кравцов Никита Иванович, а его родной брат офицер Кравцов Николай Иванович, полный тезка этого Кравцова, в 3-м Линейном конном полку Кубанского казачьего войска). В  С 27 ноября 1915 года по 13 марта 1916 года учился в Псковской школе прапорщиков, после окончания которой назначен в 18-й пехотный полк 5-й пехотной дивизии 3-й армии и в его составе начальником команды конных разведчиков, командиром роты и батальона воевал против австрийских войск на Юго-Западном фронте. За боевые отличия был награждён орденами Святой Анны и Святого Станислава. После Октябрьской революции 1917 года избран командиром этого полка. В декабре 1917 года демобилизован в чине штабс-капитана.

#### Гражданская война
15 февраля 1918	года Кравцов вступил в Красную гвардию и занимался формированием партизанских отрядов в Луганском районе, затем с апреля командовал 1-м отдельным Луганским батальоном. С июня был помощником начальника 1-й Украинской коммунистической кавалерийской дивизии, а с 15 августа — помощник командира бригады этой дивизии. Воевал с немцами под Киевом, Харьковом, Луганском, ст. Лихая и Белой Калитвой, а также против войск генералов А. И. Деникина и П. Н. Краснова в Донской области и под Царицыном. С января по апрель 1919 года командовал 6-м Камышинским полком и участвовал в боях против англичан на Северном фронте на архангельском направлении. Здесь он был ранен и после выхода из госпиталя назначен командиром Харьковского караульного полка, затем с мая был начальником резерва армии харьковского направления. Участвовал в ликвидации банд Григорьева и деникинских войск. С июня командовал 6-м советским Богодуховским полком 41-й стрелковой дивизии Южного фронта. В марте — мае 1920 года после очередного ранения вновь находился в госпитале, затем служил помощником командира и командиром 365-го стрелкового полка. В сентябре переведен на должность командира 369-го стрелкового полка. Командуя этими полками, участвовал в боях с белополяками и петлюровцами на Юго-Западном фронте, после окончания Советско-польской войны стоял с полком на границе с Румынией на реке Днестр. С января 1921 года после реорганизации дивизии служил начальником команды конных разведчиков в 3-м кадровом стрелковом полку, переименованном позже в 363-й. С июля был командиром взвода, начальником полковой школы и командиром эскадрона в отдельном кавалерийском полку 7-й Владимирской стрелковой дивизии.

#### Межвоенные годы
После войны  Кравцов служил зав. разведкой, командиром взвода и эскадрона в 49-м кавалерийском полку 9-й Крымской кавалерийской дивизии 2-го кавалерийского корпуса в городе Умань, с февраля 1924 года — переписчиком в Черниговском губернском военкомате. В июне переведен командиром взвода в 13-й кавалерийский полк 1-й особой кавалерийской бригады. С октября 1925 года служил квартирмейстером, затем командиром взвода связи в 61-м кавалерийском полку этой бригады. С апреля по август 1928 года командовал взводом конных разведчиков в 1-м стрелковом полку Московской Пролетарской стрелковой дивизии, затем вновь командовал взводом в 61-м кавалерийском полку 1-й Особой кавалерийской бригады им. И. В. Сталина. В апреле 1929 года переведен в СКВО помощником начальника хозяйственного довольствия 92-го кавалерийского полка 12-й Кубанской кавалерийской дивизии, с октября 1930 года временно исполнял должность помощника командира полка по материальному обеспечению. С мая 1931 года в той же дивизии был начальником 3-го отделения штаба, а с июня 1932 года — помощник командира 67-го кавалерийского полка. Член ВКП(б) с 1932 года. С 15 ноября 1933 года по 13 января 1934 года проходил подготовку на Краснознаменных кавалерийских КУКС РККА  в городе Новочеркасск. С апреля 1934 года служил в штабе округа помощником начальника и начальником 3-го отделения 4-го отдела, а с октября 1940 года — начальником 2-го отделения отдела по укомплектованию войск. В июне 1941 года на базе войск округа была сформирована 19-я армия, полковник  Кравцов назначен в ней начальником отдела укомплектования, устройства и службы войск, к началу войны окончил два курса вечерней Военной академии им. М. В. Фрунзе.

#### Великая Отечественная война
С 26 июня 1941 года армия входила в состав Группы армий резерва Ставки ГК, затем со 2 июля была подчинена Западному фронту и вступила в тяжелые оборонительные бои на витебском направлении. С 13 по 19 июля вместе с армией находился в окружении в районе Витебска, затем участвовал в Смоленском сражении. В начале октября 1941 года в ходе Вяземской оборонительной операции войска 19-й армии вместе с другими армиями Западного фронта оказались в окружении. С 13 октября полковник  Кравцов исполнял должность начальника оперативного отдела группы генерал-лейтенанта И. В. Болдина Западного фронта и до 9 ноября находился в окружении под Вязьмой. В этот же период он был ранен и после выхода из вражеского кольца эвакуирован в госпиталь.
С 8 февраля 1942 года вступил в командование 27-м гвардейским кавалерийским полком 7-й гвардейской кавалерийской дивизии, которая в составе 1-го гвардейского кавалерийского корпуса Западного фронта совершала рейд по тылам врага вдоль Варшавского шоссе. В течение трех месяцев дивизия вела активные боевые действия на территории Смоленской области совместно с частями воздушного десанта под Вязьмой. В конце июня она в составе корпуса с боями перешла линию фронта и соединилась с войсками 10-й армии. После этого полковник  Кравцов был назначен заместителем командира 26-й гвардейской стрелковой дивизии, находившейся на доукомплектовании. С 4 по 23 августа она в составе 20-й армии участвовала в Ржевско-Сычёвской наступательной операции, в боях по овладению Карманово. В марте 1943 года Кравцов был освобожден от должности и зачислен в резерв Западного фронта.
6 апреля 1943 года назначен заместителем командира 5-й гвардейской стрелковой Краснознамённой дивизии. Летом и осенью дивизия в составе 8-го гвардейского стрелкового корпуса 11-й гвардейской армии Брянского фронта (с 30 июля) участвовала в Курской битве, Орловской и Брянской наступательных операциях. В октябре она вместе с армией была передислоцирована на Прибалтийский фронт (с 20 октября — 2-й Прибалтийский), затем с 18 ноября подчинена 1-му Прибалтийскому фронту и в составе последнего участвовала в Городокской наступательной операции. За отличия в боях по освобождению города Городок приказом ВГК от 24.12.1943 ей присвоено наименование «Городокская». В апреле 1944 года дивизия была выведена в резерв Ставки ВГК. В период с 14 апреля по 9 мая полковник  Кравцов временно исполнял должность командира этой дивизии. В конце мая она в составе армии была включена в 3-й Белорусский фронт и участвовала в Белорусской наступательной операции. За образцовое выполнение заданий командования в боях при форсировании реки Березина и овладении городом Борисов Указом ПВС СССР от 10.07.1944 дивизия была награждена орденом Суворова 2-й ст. В октябре 1944 года она участвовала в Гумбиненской наступательной операции, затем в конце месяца была выведена во второй эшелон. В этих боях полковник  Кравцов при прорыве обороны немцев находился в передовых частях, а при преследовании командовал танковым десантом в боях на коммуникациях противника и при овладении города Вирбалис. С 13 января 1945 года дивизия принимала участие в Восточно-Прусской, Инстербургско-Кёнигсбергской и Земландской наступательных операциях, в боях по овладению городами Велау и Кёнигсберг. 24 апреля ее части овладели городом и крепостью Пиллау и вышли на берег Балтийского моря, а к 27 апреля полностью очистили от врага косу Фриш-Нерунг.

#### Послевоенное время
После войны  продолжал службу в той же дивизии в составе Особого ВО. 30 октября 1945 полковник  Кравцов уволен в отставку по болезни. Жил на даче в посёлке Луговая Московской области.

## Награды
- орден Ленина (21.02.1945)[4][5]
- два ордена Красного Знамени (03.01.1944[6], 03.11.1944[5][7])
- орден Суворова III степени (09.01.1945)[8]
- орден Отечественной войны I степени (01.08.1945)[9]
- орден Красной Звезды (23.09.1943)[10]
  - медали в том числе:
  - «XX лет Рабоче-Крестьянской Красной Армии» (1938)
  - «За оборону Москвы» (1944)
  - «За победу над Германией в Великой Отечественной войне 1941—1945 гг.» (1945)
  - «За взятие Кёнигсберга» (1945)